# Patrimoni dell'umanità della Bulgaria
I patrimoni dell'umanità della Bulgaria sono i siti dichiarati dall'UNESCO come patrimonio dell'umanità in Bulgaria, la quale è divenuta parte contraente della Convenzione sul patrimonio dell'umanità il 7 marzo 1974.
Al 2023 i siti iscritti nella Lista dei patrimoni dell'umanità sono dieci, mentre sedici sono le candidature per nuove iscrizioni. I primi quattro siti furono iscritti nella lista nel 1979, durante la terza sessione del comitato del patrimonio mondiale: la Chiesa di Bojana, il Cavaliere di Madara, le Chiese rupestri di Ivanovo e la Tomba trace di Kazanlăk. Altri quattro siti furono aggiunti nel 1983, uno nel 1985 e uno nel 2017. Sette siti sono considerati culturali, secondo i criteri di selezione, e tre naturali; uno è parte di un sito transnazionale.

## Siti del Patrimonio mondiale
| Foto | Sito                                                                | Luogo | Tipo                          | Anno      | Descrizione |
| ---- | ------------------------------------------------------------------- | --- | ----------------------------- | --------- | --- |
|      | Chiesa di Bojana                                                    | Sofia | Culturale (42; ii, iii)       | 1979      | Situata alla periferia di Sofia, la chiesa di Bojana è composta da tre edifici. La chiesa orientale fu costruita nel X secolo, poi ampliata all'inizio del XIII secolo dal sebastocratore Kalojan, che fece erigere accanto ad essa un secondo edificio a due piani. Gli affreschi di questa seconda chiesa, dipinti nel 1259, ne fanno una delle più importanti collezioni di pittura medievale. L'insieme è completato da una terza chiesa, costruita all'inizio del XIX secolo. Questo sito è uno dei monumenti più completi e perfettamente conservati dell'arte medievale dell'Europa orientale. |
|      | Cavaliere di Madara                                                 | Šumen | Culturale (43; i, iii)        | 1979      | Il Cavaliere di Madara, che rappresenta la figura di un cavaliere che trionfa su un leone, è scolpito su una parete rocciosa alta 100 m vicino al villaggio di Madara, nel nord-est della Bulgaria. Madara era il principale luogo sacro del primo impero bulgaro prima della conversione della Bulgaria al cristianesimo nel IX secolo. Le iscrizioni accanto alla scultura raccontano di eventi accaduti tra il 705 e l'801 d.C.. |
|      | Tomba trace di Kazanlăk                                             | Kazanlăk | Culturale (44; i, iii, iv)    | 1979      | Scoperta nel 1944, questa tomba risale al periodo ellenistico, intorno alla fine del IV secolo a.C. Si trova vicino a Seutopoli, la capitale del re trace Seute III, e fa parte di una vasta necropoli tracia. La tholos ha uno stretto corridoio e una camera funeraria rotonda, entrambi decorati con pitture murali che rappresentano i rituali e la cultura sepolcrale della Tracia. Questi dipinti sono i capolavori artistici meglio conservati della Bulgaria del periodo ellenistico. |
|      | Chiese rupestri di Ivanovo                                          | Ivanovo | Culturale (45; ii, iii)       | 1979      | Nella valle del fiume Rusenski Lom, nelle vicinanze del villaggio di Ivanovo si sviluppò un complesso di chiese, cappelle, monasteri e celle scavate nella roccia. È qui che i primi eremiti avevano scavato le loro celle e chiese durante il XII secolo. Le pitture murali del XIV secolo testimoniano l'eccezionale bravura degli artisti appartenenti alla scuola pittorica di Tărnovo. |
|      | Monastero di Rila                                                   | Rila | Culturale (216; vi)           | 1983      | Il monastero di Rila fu fondato nel X secolo da san Giovanni di Rila, un eremita canonizzato dalla Chiesa ortodossa. La sua dimora ascetica e la sua tomba divennero un luogo sacro e furono trasformate in un complesso monastico che svolse un ruolo importante nella vita spirituale e sociale della Bulgaria medievale. Distrutto da un incendio all'inizio del XIX secolo, il complesso fu ricostruito tra il 1834 e il 1862. Caratteristico esempio del Rinascimento bulgaro (XVIII-XIX secolo), il monumento simboleggia la consapevolezza di un'identità culturale slava dopo secoli di occupazione.                                                                                              |
|      | Antica città di Nesebăr                                             | Nesebăr | Culturale (217; iii, iv)      | 1983      | Situato su una penisola rocciosa sul Mar Nero, il sito di Nesebăr, risalente a più di 3000 anni fa, era in origine un insediamento trace (Menebria). All'inizio del VI secolo a.C. la città divenne colonia greca. I resti della città, che risalgono per lo più al periodo ellenistico, includono l'acropoli, un tempio di Apollo, un'agorà e un muro delle fortificazioni tracie. Tra gli altri monumenti, la Basilica della Stara Mitropolija e la fortezza risalgono al Medioevo, quando questa era una delle più importanti città bizantine sulla costa occidentale del Mar Nero. Le case in legno costruite nel XIX secolo sono tipiche dell'architettura del Mar Nero dell'epoca.                  |
|      | Riserva naturale di Srebărna                                        | Silistra | Naturale (219; x)             | 1983      | La Riserva naturale di Srebarna è un lago d'acqua dolce adiacente al Danubio e si estende per oltre 600 ettari. È il sito di riproduzione di quasi cento specie di uccelli, molte delle quali rare o in via di estinzione; circa ottanta altre specie di uccelli migrano e vi cercano rifugio ogni inverno. Tra le specie di uccelli più interessanti ci sono il pellicano dalmata, l'airone bianco maggiore, la nitticora, l'airone rosso, il mignattaio e la spatola bianca. |
|      | Parco nazionale del Pirin                                           | Bansko, Goce Delčev, Kresna, Razlog, Sandanski, Simitli, Strumjani | Naturale (225; vii, viii, ix) | 1983-2010 | Esteso su un'area di oltre 27 000 ettari, a un'altitudine compresa tra 1008 e 2914 m nella catena montuosa del Pirin, il sito comprende diversi paesaggi montuosi calcarei con laghi glaciali, cascate, grotte e foreste prevalentemente di conifere. È stato aggiunto alla Lista del Patrimonio mondiale nel 1983. L'estensione ora copre un'area di circa 40 000 ettari nei Monti Pirin e si sovrappone al parco nazionale, a eccezione di due aree sviluppate per il turismo invernale. La parte principale dell'estensione è un territorio di alta montagna oltre i 2000 m di altitudine, coperto per lo più da prati alpini, ghiaioni e cime rocciose.                                               |
|      | Tomba trace di Sveštari                                             | Isperih | Culturale (359; i, iii)       | 1985      | Scoperta nel 1982 vicino al villaggio di Sveštari, questa tomba trace del III secolo a.C. riflette i principi strutturali fondamentali degli edifici di culto traci. La tomba ha una decorazione architettonica unica, con cariatidi policrome per metà umane e per metà vegetali e pitture murali. Le 10 figure femminili scolpite ad altorilievo sulle pareti della camera centrale e la decorazione della lunetta della sua volta sono gli unici esempi di questo tipo finora rinvenuti nelle terre della Tracia. È un notevole ricordo della cultura dei Geti, un popolo trace che era in contatto con il mondo ellenistico e iperboreo, secondo gli antichi geografi.                                |
|      | Antiche faggete primordiali dei Carpazi e di altre regioni d'Europa | Distretto di Gabrovo, Distretto di Loveč, Distretto di Plovdiv, Distretto di Stara Zagora (altri 85 sono in Albania, Austria, Belgio, Bosnia ed Erzegovina, Croazia, Francia, Germania, Italia, Macedonia del Nord, Polonia, Rep. Ceca, Romania, Slovacchia, Slovenia, Spagna, Svizzera e Ucraina) | Naturale (1133; ix)           | 2017      | Questa proprietà transnazionale comprende 94 componenti in 18 paesi. Dalla fine dell'ultima era glaciale, il faggio europeo si è diffuso da poche aree di rifugio isolate nelle Alpi, Carpazi, Dinaridi, Mediterraneo e Pirenei in un breve periodo di poche migliaia di anni in un processo tuttora in corso. L'espansione di successo in un intero continente è legata all'adattabilità e alla tolleranza dell'albero alle diverse condizioni climatiche, geografiche e fisiche. In Bulgaria la serie comprende nove riserve speciali tutte incluse nel Parco nazionale dei Balcani Centrali: Boatin, Tsarichina, Kozya stena, Stara reka, Steneto, Dzhendema, Severen Dzhendem, Peesh skali e Sokolna. |

## Siti candidati
| Foto | Sito | Luogo | Tipo                              | Anno       | Descrizione |
| ---- | --- | --- | --------------------------------- | ---------- | --- |
|      | Due abitazioni neolitiche con i loro interni, mobilio e utensili completamente conservati                  | Stara Zagora | Culturale (44; iii, iv)           | 01/10/1984 | Le due abitazioni, situate una accanto all'altra, risalgono al VI millennio prima della nostra era. Per una rara casualità, tutti gli arredi e gli utensili domestici si sono conservati intatti dalla scoperta. Attualmente sono le abitazioni meglio conservate di quel periodo al mondo: le fornaci, le macine a mano, i numerosi vasi in ceramica, gli utensili in pietra, gli ornamenti e simili sono in ottime condizioni. Le abitazioni offrono un'idea completa della vita di una famiglia neolitica: il numero di componenti, la vita economica e le occupazioni quotidiane, la natura degli arredi e degli utensili domestici, il modo di costruire, la manutenzione, la preparazione del cibo, ecc.. |
|      | Grotta Magura con disegni dell'età del bronzo                                                              | Belogradčik | Culturale (45)                    | 01/10/1984 | Gli inizi della formazione della grotta risalgono a 15 milioni di anni fa su una collina alta 461 metri. La grotta è formata da una serie di sale e gallerie accessibili che furono abitate durante l'età del bronzo e che contengono resti di insediamenti e disegni sulle pareti. I resti nella sala più grande testimoniano l'esistenza della vita da 3100 a 900 anni prima della nostra era, cioè nella prima età del ferro. In una delle gallerie laterali si può ammirare un gran numero di disegni rituali, che sono tra i capolavori dell'arte tardo preistorica in Europa. Con ogni probabilità questa galleria era un santuario di culto dell'insediamento rupestre preistorico. |
|      | Antica città di Nicopolis ad Istrum                                                                        | Veliko Tărnovo | Culturale (47; iii, iv)           | 01/10/1984 | I resti della città romana e bizantina sorgono non lontano dal villaggio di Nikjup. Nicopolis ad Istrum fu fondata dall'imperatore Traiano dopo le sue vittorie sui Daci nel 101 e 106. Fu costruita su un'area di 30 ettari secondo una pianta ortogonale ed è circondata da mura fortificate. Fuori le mura si trovano le ville, le botteghe artigiane e le necropoli. In questa città sono stati scoperti il reticolo viario, il foro circondato da un colonnato ionico e molti edifici, un'aula a due navate poi trasformata in basilica e altri edifici pubblici. In epoca bizantina divenne sede episcopale; fu distrutta dagli Avari nel VI secolo. |
|      | Tomba tardo-antica di Silistra                                                                             | Silistra | Culturale (48; i, iii)            | 01/10/1984 | La tomba, situata sul sito di un'antica necropoli, presenta una sola camera rettangolare, sormontata da una volta a botte. Le pareti interne sono interamente coperte di pitture a fresco con dettagli dipinti a secco; esse rappresentano i due sposi sepolti, con i loro servitori e i doni che li accompagnano. Sulla volta è rappresentata una scena di caccia. Lo stile presenta elementi antichi, ma soprattutto richiami all'arte del IV secolo, periodo cui la tomba risale: è dunque un raro monumento di pittura tardoantica interamente conservato. Mostra le caratteristiche dello stile provinciale, un esempio unico di arte e vita di quel particolare periodo nelle terre della Tracia. |
|      | Monastero di Bačkovo                                                                                       | Asenovgrad | Culturale (49; i, iv, vi)         | 01/10/1984 | Il monastero, situato sui monti Rodopi e fondato nell'XI secolo, è uno dei più antichi della penisola balcanica. Era collegato a tre culture: bizantina, georgiana e bulgara. Ha conservato monumenti unici e di grande valore di architettura e pittura, tipici della cultura ortodossa orientale. L'ossario del monastero (XI-XII secolo) è una cappella a due piani con affreschi su entrambi i piani, unico in tutto il mondo ortodosso. La Chiesa dei Santi Arcangeli è un raro esempio di edificio a due piani del XII-XIV secolo. Il refettorio (XVII secolo) contiene un insieme pittorico interamente conservato, come le coeve pitture murali nella chiesa principale del monastero della Vergine Maria. |
|      | Città di Melnik e monastero di Rožen                                                                       | Sandanski | Culturale (50; i, iv)             | 01/10/1984 | La città, la fortezza medievale sopra di essa e il monastero sono situati in un paesaggio insolito di piramidi di sabbia e in un canyon di roccia erosa dalle forme fantastiche. Costituiscono una notevole collezione di monumenti architettonici, artistici e archeologici di grande importanza storica. I più importanti sono il castello feudale, le chiese medievali che contengono le icone più preziose dal XIII al XIX secolo, le abitazioni tradizionali dei secoli XVIII e XIX. Eretto durante il Medioevo, il monastero di Rožen ha conservato le sue tre parti aggiunte nei secoli XVI, XVII, XVIII e XIX. Le sue pitture murali furono realizzate dal XVI al XVIII secolo, conservate insieme a tre altari intagliati in legno e oltre cento icone di grande valore. |
|      | Parco naturale del Rusenski Lom                                                                            | Ivanovo | Naturale (54)                     | 01/10/1984 | In uno scenario che combina elementi naturali e culturali, il parco comprende una vasta area popolata da specie rare della fauna europea, alcune minacciate dall'estinzione, tra cui Falco cherrug, Neophron percnopterus, Aquila chrysaetos e Buteo rufinus. |
|      | Antica Plovdiv                                                                                             | Plovdiv | Culturale (1948; ii, iv, vi)      | 14/09/2004 | L'Antica Plovdiv comprende la parte più antica della città, che ha conservato nei secoli la sua integrità di centro storico con una struttura omogenea e una notevole stratificazione storica. Gli strati accumulati sui Tre Colli contengono alcune preziose prove del suo sviluppo millenario, con tracce della preistoria, delle culture tracia, ellenica e romana, del Medioevo, del periodo ottomano, della rinascita nazionale e del XX secolo. La più alta concentrazione di primi strati si trova nel sito archeologico Nebeth tepe. L'espressione più pregevole dello strato antico è il Teatro, uno degli esempi più imponenti dell'architettura teatrale delle province romane. Lo strato architettonico del Risveglio nazionale è uno dei meglio conservati della Bulgaria e presenta una varietà unica dell'architettura vernacolare dei Balcani dalla fine della dominazione ottomana. |
|      | Tomba trace con pitture murali presso il villaggio di Aleksandrovo                                         | Haskovo | Culturale (1949; i, ii, iii)      | 14/09/2004 | La tomba, scoperta nel dicembre 2000, rappresenta un esempio unico di tomba trace a cupola. La sua costruzione risalirebbe alla metà del IV secolo a.C. e la decorazione pittorica parietale alla seconda metà del IV secolo a.C. La tipologia costruttiva è in pietra con giunto a secco (muro a secco). L'arco della volta dell'anticamera e la cupola della camera rotonda sono del tipo a "volta artificiale" con mensole aggettanti in pietra squadrata. Tutti i locali, dromos, anticamera e camera circolare, sono stati interamente decorati con pitture murali. |
|      | Riserva naturale carsica di Vraca                                                                          | Vraca | Naturale (5639; vii, viii, ix, x) | 10/10/2011 | La riserva contiene un imponente e continuo affioramento roccioso lungo 10 km, diviso a metà dalla gola di Vraca e dal fiume Leva. Caratteristica specifica della riserva è l'abbondanza di formazioni carsiche, che coprono circa un quarto del territorio: inghiottitoi, doline, anfratti, pareti rocciose verticali, abissi e 43 grotte registrate, oltre a molte altre ancora da scoprire. La gola di Vraca è un fenomeno geologico di importanza internazionale: le pareti rocciose verticali della gola raggiungono i 450 m (le falesie più alte dei Balcani e le più alte a questa altitudine in Europa). Nella riserva si trova anche la cascata stagionale Skaklia, che con oltre 140 m di salto è la più alta della Bulgaria. |
|      | Rocce di Belogradčik                                                                                       | Belogradčik | Naturale (5640; vii, viii)        | 10/10/2011 | Le rocce di Belogradčik sono sculture rupestri naturali situate nelle prime colline della catena montuosa dei Balcani occidentali. Contengono gruppi rocciosi le cui forme ricordano persone, animali, fortezze, piramidi o oggetti diversi con dimensioni che variano da pochi metri a diverse decine. Con il loro colore rosso contrastano magnificamente con i verdi boschi di latifoglie sottostanti e con i prati lussureggianti e i piccoli vigneti intorno al sito. |
|      | Parco nazionale dei Balcani Centrali                                                                       | Distretto di Gabrovo, Distretto di Loveč, Distretto di Plovdiv, Distretto di Stara Zagora | Naturale (5641; vii, viii, ix, x) | 10/10/2011 | Il Parco nazionale dei Balcani centrali, situato nel cuore della Bulgaria, comprende le parti centrali e più alte dei monti Stara Planina, che comprendono foreste per una superficie totale di 44 000,8 ha (61%) e pascoli e prati montani con una superficie totale di 27 668,7 ha (39%). Il parco è stato istituito per proteggere la natura selvaggia unica dei Monti Balcani centrali e le tradizioni e i mezzi di sussistenza locali ad essa legati. |
|      | Monumento naturale di Pobiti kamăni                                                                        | Aksakovo | Naturale (5642; vii, viii)        | 10/10/2011 | Pobiti kamăni ("pietre erette" - foresta fossile) sono colonne calcaree formate da forze naturali. Il monumento è composto da gruppi di pietre più piccoli e più grandi distribuiti in una cintura che si estende per 8 km lungo la costa bulgara settentrionale del Mar Nero. Le colonne di pietra variano di dimensioni, fino a 10 m di altezza e fino a 6 m di diametro; alcune sono piene, mentre altre sono vuote. Il materiale calcareo è arenaria grigio chiaro con contenuto di carbonato. Alcune delle colonne sono state erose dal vento e dall'acqua in forme fantastiche. L'ambiente desertico che circonda le colonne possiede flora e fauna specifiche. |
|      | La necropoli reale della città trace di Seutopoli – sito seriale, estensione della Tomba trace di Kazanlăk | Kazanlăk | Culturale (6085; i, ii, iii, iv)  | 26/02/2016 | Nel corso degli anni nella regione di Kazanlăk sono stati scoperti più monumenti con caratteristiche simili, la maggior parte dei quali costruiti per ordine di nobili traci tra la fine del IV e l'inizio del III secolo a.C. Questi monumenti architettonici indubbiamente significativi realizzati con materiali diversi e con uno stile individuale sono una brillante illustrazione dell'estetica del primo ellenismo in Tracia, nonché della maggiore autostima e opportunità economiche dell'aristocrazia trace nei tempi successivi alla morte di Alessandro Magno. Le otto componenti proposte fanno parte della necropoli reale della città tracia di Seutopoli e si propongono come sito seriale, ampliamento della tomba di Kazanlăk iscritta nella lista nel 1979. |
|      | Basilica episcopale e mosaici tardo-antichi di Filippopoli, provincia romana della Tracia                  | Plovdiv | Culturale (6287; ii, iii, iv, vi) | 29/01/2018 | Il bene seriale, situato nel territorio di Plovdiv (Filippopoli nell'antichità), si compone di tre monumenti culturali tardo-antichi: la Basilica episcopale, la Piccola Basilica e l'edificio Eirene, costruiti e funzionanti nel corso del IV-VI secolo. Le basiliche paleocristiane, le residenze e le abitazioni private di questo periodo risentono dell'influenza dei centri paleocristiani orientali. I mosaici sono stati conservati e studiati in misura diversa, a seconda delle possibilità del tempo e delle circostanze della loro scoperta. |
|      | Frontiere dell'Impero romano - Il Limes danubiano                                                          | Distretto di Vidin, Distretto di Montana, Distretto di Vraca, Distretto di Pleven, Distretto di Veliko Tărnovo, Distretto di Ruse, Distretto di Silistra (altri siti sono in Croazia, Romania e Serbia) | Culturale (6474; ii, iii, iv)     | 31/01/2020 | La candidatura prevede la nomina di oltre 130 parti componenti sul territorio di quattro paesi (Croazia, Serbia, Bulgaria e Romania). Questi siti includono 7 fortezze legionarie: Singidunum, Viminacium, Ratiaria, Oescus, Novae, Durostorum, Troesmis e quasi 120 forti ausiliari e fortificazioni minori; insediamenti civili, cimiteri, complessi produttivi, strade, ecc., tutti legati al funzionamento della frontiera romana lungo il Danubio. I 32 siti in Bulgaria includono resti di fortificazioni e torri di guardia che si estendono tra Vidin e Silistra, tra cui i siti archeologici di Bononia, Ratiaria, Augustae, Oescus, Asamus, Novae, Appiaria e Durostorum. |